# Lo Coster
Lo Coster és una serra situada al municipi de Foradada a la comarca de la Noguera, amb una elevació màxima de 499 metres.